# Championnat des Maldives de football 2018
Navigation
Saison précédente Saison suivante
La saison 2018 du Championnat des Maldives de football est la soixante-septième édition du championnat national aux Maldives. Le fonctionnement de la compétition est modifié par rapport à la saison précédente, et comporte deux phases :
- lors de la première phase, les équipes de Malé et celles des autres atolls disputent une compétition régionale afin de déterminer dix clubs qualifiés : six de Malé et quatre des autres régions des Maldives
- lors de la phase nationale, les dix qualifiés sont regroupés au sein d'une poule unique, ils s'affrontent une fois. Après ces rencontres les huit premiers disputent les matchs retours.

C’est le club de TC Sports Club, qui est sacré cette saison après avoir terminé en tête du classement final, avec un point d’avance sur  Maziya SRC et Club Eagles. Il s'agit du premier titre de champion des Maldives de l'histoire du club.

## Compétition
Le barème de points servant à établir le classement se décompose ainsi :
- Victoire : 3 points
- Match nul : 1 point
- Défaite : 0 point

### Qualifications régionales
| Rang | Équipe            | Pts | J  | G  | N | P  | Bp | Bc | Diff |
| ---- | ----------------- | --- | -- | -- | - | -- | -- | -- | ---- |
| 1    | New Radiant       | 27  | 14 | 12 | 1 | 1  | 40 | 10 | +30  |
| 2    | Club Eagles       | 25  | 14 | 7  | 4 | 3  | 32 | 22 | +10  |
| 3    | Maziya SRC        | 24  | 14 | 7  | 3 | 4  | 26 | 12 | +14  |
| 4    | TC Sports Club    | 20  | 14 | 5  | 5 | 4  | 24 | 20 | +4   |
| 5    | Victory SC        | 20  | 14 | 6  | 2 | 6  | 21 | 24 | -3   |
| 6    | Club Green Street | 14  | 14 | 3  | 5 | 6  | 28 | 31 | -3   |
| 7    | United Victory    | 9   | 14 | 2  | 3 | 9  | 15 | 33 | -18  |
| 8    | Club Valencia     | 7   | 14 | 2  | 1 | 11 | 11 | 45 | -34  |

| Rang | Équipe           | Pts | J | G | N | P | Bp | Bc | Diff |
| ---- | ---------------- | --- | - | - | - | - | -- | -- | ---- |
| 1    | TH Thimarafushi  | 9   | 4 | 3 | 0 | 1 | 7  | 3  | +4   |
| 2    | Faafu Nilandhoo  | 8   | 4 | 2 | 2 | 0 | 12 | 5  | +7   |
| 3    | S. Hithadhoo     | 5   | 4 | 1 | 2 | 1 | 7  | 5  | +2   |
| 4    | DH Kudahuvadhoo  | 5   | 4 | 1 | 2 | 1 | 5  | 3  | +2   |
| 5    | GDh. Hoandehdhoo | 0   | 4 | 0 | 0 | 4 | 3  | 18 | -15  |

| Rang | Équipe               | Pts | J | G | N | P | Bp | Bc | Diff |
| ---- | -------------------- | --- | - | - | - | - | -- | -- | ---- |
| 1    | Shaviyani Foakaidhoo | 10  | 4 | 3 | 1 | 0 | 7  | 4  | +3   |
| 2    | Baa Fehendhoo        | 9   | 4 | 3 | 0 | 1 | 14 | 5  | +9   |
| 3    | AA Maalhos           | 7   | 4 | 2 | 1 | 1 | 9  | 2  | +7   |
| 4    | HA. Muraidhoo        | 3   | 4 | 1 | 0 | 3 | 6  | 10 | -4   |
| 5    | Adh. Fenifushi       | 0   | 4 | 0 | 0 | 4 | 2  | 17 | -15  |

### Phase finale
Après les matchs allers seuls les huit premiers disputent les matchs retours.
| Rang | Équipe               | Pts | J  | G  | N | P  | Bp | Bc | Diff |
| ---- | -------------------- | --- | -- | -- | - | -- | -- | -- | ---- |
| 1    | TC Sports Club       | 39  | 16 | 13 | 0 | 3  | 52 | 12 | +40  |
| 2    | Maziya SRC           | 38  | 16 | 12 | 2 | 2  | 51 | 17 | +34  |
| 3    | Club Eagles          | 38  | 16 | 12 | 2 | 2  | 62 | 12 | +50  |
| 4    | New RadiantT         | 28  | 16 | 8  | 4 | 4  | 44 | 22 | +22  |
| 5    | Club Green Streets   | 26  | 16 | 8  | 2 | 6  | 35 | 29 | +6   |
| 6    | Faafu Nilandhoo      | 13  | 16 | 4  | 1 | 11 | 20 | 60 | -40  |
| 7    | Shaviyani Foakaidhoo | 12  | 16 | 3  | 3 | 10 | 16 | 39 | -23  |
| 8    | Victory SC           | 10  | 16 | 2  | 4 | 10 | 10 | 36 | -26  |
|      |                      |     |    |    |   |    |    |    |      |
| 9    | Baa Fehendhoo        | 4   | 9  | 1  | 1 | 7  | 2  | 30 | -28  |
| 10   | TH Thimarafushi      | 1   | 9  | 0  | 1 | 8  | 2  | 37 | -35  |

|  | Qualification pour la Coupe de l'AFC 2020 |
|  | T : Tenant du titre                       |

### Barrages de maintien-relégation
Les deux derniers de la Ligue de Malé s'affrontent en match aller et retour pour le maintien ou la relégation en deuxième division de Malé.
| Équipe         | Aller | Total | Retour | Équipe        |
| -------------- | ----- | ----- | ------ | ------------- |
| United Victory | 2 - 0 | 4 - 2 | 2 - 2  | Club Valencia |

Club Valencia est relégué en deuxième division de Malé, pour la première fois de son histoire.

## Bilan de la saison
| Championnat des Maldives de football 2018 |                            |
| Champion                                  | TC Sports Club (1er titre) |
| Qualifications continentales              |                            |
| Coupe de l'AFC 2020                       | TC Sports Club             |
| Coupe de l'AFC 2020                       | Maziya SRC                 |
| Promotions et relégations                 |                            |
| Promus en Dhivehi League                  | Aucun                      |
| Relégués                                  | Aucun                      |